# Гасансу (село)
Гасансу (азерб. Həsənsu, до 1992 года — Кировка) — село в Гасансуинском административно-территориальном округе Акстафинского района Азербайджана.

## Этимология
Село получило название о протекающей вблизи реки.
Село было основано с названием Алексеевка, однако, в послевоенные годы получило название Кировка в честь С. М. Кирова.

## История
С 24 января 1939 года село входило в состав Акстафинского района, который 4 декабря 1959 года был ликвидирован, а населённый пункт передан в состав Казахского района.
Согласно административному делению 1961 и 1977 года село Кировка входило в Калининкендский поселковый (до 1966 — сельский) совет Казахского района Азербайджанской ССР.
24 апреля 1990 года село передано в состав новообразованного Акстафинского района. 29 декабря 1992 года селу Кировка присвоено название Гасансу.
В 1999 году в Азербайджане была проведена административная реформа и внутри Гасансуинского административно-территориального округа был учрежден Гасансуинский муниципалитет Акстафинского района.

## География
Гасансу расположен на берегу одноимённой реки.
Село находится в 6 км от райцентра Другой и в 439 км от Баку. Ближайшая железнодорожная станция — Татлу.
Село находится на высоте 375 метров над уровнем моря.

## Население
| Численность населения | Численность населения | Численность населения |
| 1980                  | 1999                  | 2009                  |
| --------------------- | --------------------- | --------------------- |
| 1859                  | ↗2766                 | ↗3047                 |

Население преимущественно занимается выращиванием винограда и животноводством.

## Климат
| Показатель                                           | Янв. | Фев. | Март | Апр. | Май  | Июнь | Июль | Авг. | Сен. | Окт. | Нояб. | Дек. | Год  |
| ---------------------------------------------------- | ---- | ---- | ---- | ---- | ---- | ---- | ---- | ---- | ---- | ---- | ----- | ---- | ---- |
| Средний суточный максимум, °C                        | 6,2  | 7,4  | 12,5 | 19,6 | 24,5 | 28,6 | 32,0 | 31,1 | 26,8 | 20,2 | 13,4  | 8,2  | 18,7 |
| Средняя температура, °C                              | 2,0  | 3,1  | 7,4  | 13,7 | 18,5 | 22,5 | 25,8 | 24,9 | 20,9 | 14,7 | 8,9   | 4,1  | 13,9 |
| Средний суточный минимум, °C                         | −2,1 | −1,2 | 2,4  | 7,8  | 12,5 | 16,4 | 19,6 | 19,0 | 15,1 | 9,3  | 4,4   | 1,0  | 9,1  |
| Норма осадков, мм                                    | 18   | 27   | 31   | 41   | 65   | 59   | 33   | 31   | 27   | 36   | 26    | 16   | 410  |
| Источник: http://en.climate-data.org/location/488602 |      |      |      |      |      |      |      |      |      |      |       |      |      |

Среднегодовая температура воздуха в селе составляет +13,9 °C. В селе полупустынный климат.

## Инфраструктура
В советское время в селе располагались средняя школа, клуб, библиотека и медицинский пункт.
В селе расположены почтовое отделение, средняя школа, детский ясли-сад, 2 библиотеки, дом культуры, клуб, медицинский пункт.